# Conus barthelemyi
Espèce
Statut de conservation UICN

 LC  : Préoccupation mineure
Conus barthelemyi est une espèce de mollusques gastéropodes marins de la famille des Conidae.
Comme toutes les espèces du genre Conus, ces escargots sont prédateurs et venimeux. Ils sont capables de « piquer » les humains et doivent donc être manipulés avec précaution, voire pas du tout.

## Description
La taille de la coquille varie entre 42 mm et 84 mm.

## Distribution
Cette espèce est présente dans l'océan Indien au large de l'île de la Réunion, de Chagos et du bassin des Mascareignes. Elle a également été repérée à Mayotte (août 2022).

### Niveau de risque d’extinction de l’espèce
Selon l'analyse de l'UICN réalisée en 2011 pour la définition du niveau de risque d'extinction, cette espèce est présente au large des îles de l'océan Indien, allant de La Réunion aux Maldives et aux Seychelles, elle est également présente autour de l'île Christmas, certains de ces endroits étant des aires marines protégées. Il existe une petite menace provenant des plongeurs de loisir. La population isolée de l'île Christmas est susceptible d'être menacée, ou du moins vulnérable aux menaces, en raison de sa proximité avec un port de chargement important pour l'industrie minière du phosphate. Bien que l'espèce soit présente dans des eaux assez profondes sur le site de l'île Christmas, tout naufrage ou déversement près du site de l'escargot conique pourrait avoir un impact sur cette sous-population isolée. Cette espèce est classée comme étant de préoccupation mineure.

## Taxonomie

### Publication originale
L'espèce Conus barthelemyi a été décrite pour la première fois en 1861 par le malacologiste français Alexandre César Bernardi (d) (1801-1863) dans la publication intitulée « Journal de Conchyliologie »,.

### Synonymes
- Conus (Pionoconus) barthelemyi Bernardi, 1861 · appellation alternative
- Conus (Rhizoconus) paradiseus Shikama, 1977 · non accepté
- Conus paradiseus Shikama, 1977 · non accepté
- Pionoconus barthelemyi (Bernardi, 1861) · non accepté

### Sous-espèces
- Conus barthelemyi barthelemyi Bernardi, 1861
- Conus barthelemyi jeannoelduvali Bozzetti, 2022
- Conus barthelemyi peterstimpsoni (T. Cossignani & Allary, 2021)

## Identifiants taxonomiques
Chaque taxon catalogué par les bases de données biologiques et taxonomiques possède un identifiant qui permet d'établir un point de référence. Les identifiants de Conus barthelemyi dans les principales bases sont les suivants :
AFD : Conus_(Pionoconus)_barthelemyi - CoL : XWZ3 - GBIF : 5728378 - iNaturalist : 431863 - IRMNG : 10828905 - NCBI : 536426 - TAXREF : 94321 - UICN : 192713 - 